# Dryocampa pallida
Dryocampa pallida är en fjärilsart som beskrevs av Bowles. 1875. Dryocampa pallida ingår i släktet Dryocampa och familjen påfågelsspinnare. Inga underarter finns listade i Catalogue of Life.